# Elena Dubovitskaya
Elena Dubovitskaya (* 1976) ist eine russische Juristin und Hochschullehrerin.

## Leben
Sie studierte Rechtswissenschaften an der Lomonossow-Universität Moskau und promovierte dort mit einer Arbeit über die Niederlassungsfreiheit der Gesellschaften in der EG. Sie studierte Rechtswissenschaften an der Universität Bonn. Von 2009 bis 2015 war sie wissenschaftliche Mitarbeiterin am Lehrstuhl Barbara Dauner-Liebs an die Universität zu Köln. Seit 2015 war sie wissenschaftliche Referentin am Max-Planck-Institut für ausländisches und internationales Privatrecht in Hamburg. Nach der Habilitation 2019 an der Bucerius Law School (venia legendi für Bürgerliches Recht, Handels- und Gesellschaftsrecht, Kapitalmarktrecht, Rechtsvergleichung und Osteuropäisches Recht) hat sie zum 1. April 2022 den Ruf auf die W 3-Professur für Bürgerliches Recht und Wirtschaftsrecht an der Universität Gießen angenommen.